# Алхан Нахфан
Алхан Нахфан (‛Alhān Nahfān) — царь (малик) Сабы около 190/195 — 210 годов из хамданитской династии, сын малика Йарима Аймана I. Боролся за укрепление влияния Сабейского царства на юге Аравийского полуострова, заключил военные союзы с царями Аксума и Хадрамаута.

## Происхождение и начало правления
Алхан Нахфан происходил из союзного в то время двойного клана Бата‛ и Хамдан; он был сыном сабейского царя Йарима Аймана I, после которого наследовал престол Сабейского царства около 190 или 195 года. Отец Алхана Нахфана был основателем новой хамданитской династии (по названию клана Бану Хамдан), происходившей из северного высокогорья.
До нашего времени дошло несколько надписей, в которых Алхан Нахфан фигурирует просто как Алхан Нахфан из Бата‛ и Хамдан, без указания на его принадлежность к царской династии и без упоминания его царствующего отца. Причина этого заключается в том, что среднесабейская монархия не носила характер наследственной и очередной царь, вступая на престол, по-видимому, формально переставал принадлежать к одному из сабейских кланов, переходя в разряд членов династии. Понятие же династии здесь носило не кровно-родственный, а скорее сакральный характер. Даже когда (в относительно редких случаях) престол передавался от отца к сыну, наследование не происходило автоматически, поэтому упоминание родовой принадлежности Алхана Нахфана в указанных надписях может рассматриваться как указание на то, что он не принадлежал к царской династии, к которой в представлении сабейцев относились лишь сами цари, но не их кровные родственники.
Из указанных надписей следует также, что Алхан Нахфан мог достичь достаточно зрелого возраста и высокого положения в своем собственном роде и ша‛бе (локальной общине или вождестве) не имея формального статуса престолонаследника. Став царём, Йарим Айман I уже не мог оставаться во главе своего рода и ша‛ба, поэтому вполне логичным выглядит то, что он поставил своего сына во главе родного клана, чтобы сохранить над ним свой контроль. Другим объяснением содержания данных надписей может быть то, что после смерти Йарима Аймана был период междуцарствия, когда Алхан Нахфан еще не занял престол.

## Правление
Правление Алхана Нахфана и его сына-соправителя Шаира Аутара отмечено постоянными войнами за консолидацию Сабейского царства и укрепление его доминирования на юге Аравийского полуострова, в частности, им удалось победить Фари Йанхуба из клана Бану Гурат, который также претендовал на царскую власть в Сабейском государстве. 
В своей борьбе с химьяритскими царями за верховенство над территорией современного Йемена Алхан Нахфан заключил военно-политические союзы с Йадаабом Гайланом, царём Хадрамаута, и Гадарой (или Гадурой), царём Хабашата (древней Абиссинии). Сведения об этом содержатся в сакральной надписи CIH 308 из храма Турат (к северу от Саны), в которой Алхан Нахфан и Шаир Аутар посвящают своему родовому богу-покровителю Таалабе Рийаме (местному богу луны и верховному божеству области Сумай) тридцать бронзовых статуй «в благодарность за то, что был заключён союз их с царем Хабашат соответственно тому, как был заключён союз их с Йадаабом Гайланом, царем Хадрамаута, до этого посвящения». В надписи сообщается, помимо прочего, что сабейские цари и Гадара «поклялись быть едиными в войне и мире против всех, кто нападёт на них». Эта надпись является одной из самых богатых и торжественных сабейских надписей, она была высечена в тридцати экземплярах, шестнадцать из которых сохранились до наших дней.
По мнению российского востоковеда М. Д. Бухарина, после заключения военного союза Алхана Нахфана с негусом Гадурой последний направил свою армию из Абиссинии в Южную Аравию. Войска Гадуры дошли до Наджрана, то есть до самых границ Сабейского царства. В районе Умм Лайла абиссинские войска встретили вооружённое сопротивление племени хаулан гадудан, против которого начал войну и Алхан Нахфан, о чём также повествует надпись CIH 308 из храма Турат.
Алхан Нахфан умер около 210 года, передав сабейский престол своему сыну и соправителю Шаиру Аутару.

## Семья
У царя Алхана Нахфана было, как минимум, двое сыновей. Старшего — Шаира Аутара — он ещё при своей жизни сделал соправителем и престолонаследником. Шаир Аутар правил после отца и стал одним из известнейших сабейских царей, при котором Саба достигла большого могущества, подчинив себе почти всю территорию нынешнего Йемена, за исключением Хадрамаута. Младший сын Алхана Нахфана — Хайвастар Йада — был провозглашён престолонаследником в период царствования Шаира Аутара, однако, судя по всему, не смог удержаться на троне после смерти своего старшего брата. Из сохранившихся надписей известно о дочери Алхана Нахфана по имени Маликхалак, которая стала женой хадрамаутского царя Илиазза Йалута II.